# Lago Lac la Biche
Lac La Biche (pronunciado LAK le BISH) es un lago en el centro-norte de Alberta, Canadá. Se encuentra a lo largo de la Ruta del Agua y los Bosques del Norte, 95 km al este de Athabasca. El Lac La Biche tiene una superficie total de 236 km² (91,1 mi²) incluyendo 3,2 km² (1,2 mi²) área de islas.

## Etimología
Los pueblos indígenas de la zona se refieren al lago como Elk Lake (Cree, Chipewyan). Dado que el lago comparte su nombre con ciudad de Lac La Biche, los lugareños suelen utilizar el nombre redundante "Lago Lac La Biche".

## Hidrografía
El río Owl desemboca en el lago, y sus aguas drenan a través del río La Biche y hacia el río Athabasca, ubicándolo en la cuenca que desemboca en el Océano Ártico. Justo al sur se encuentra el lago Beaver, que desemboca en la bahía de Hudson.
La Planta de Tratamiento de Aguas Residuales del lago Lac La Biche ha estado en funcionamiento desde 1983, es aireada de tres celdas con una descarga continua de aproximadamente 2000 metros cúbicos (528 344,1 galAm)/día directamente al lago Field, que a su vez descarga a Red Deer Creek y finalmente al lago Lac La Biche.
El lago Lac La Biche se ha vuelto hipereutrófico: muy rico en nutrientes. El lago tiene frecuentes problemas de olores y algas, y tiene una pesquería gravemente deprimida. El río Owl es la mayor fuente de fósforo del lago Lac La Biche, incluyendo el fósforo que está unida a materiales que no se descomponen fácilmente. Las aguas residuales de la planta de tratamiento es una de las principales fuentes de problemas de calidad del agua en el lago Lac La Biche. Se ha detectado cafeína, un indicador de aguas residuales, ingresando al lago desde ríos adyacentes. Por ello, la calidad del agua en el lago es peor cerca de la afluencia de alfuentes y tributarios rico en estos compuestos.

## Ecología
Después de desvanecerse los glaciares de la región crecieron bosques de coníferos que luego dieron lugar al crecimiento de abedules durante el máximo climático del Holoceno. Otro cambio climático alrededor entre el 5500 aC hasta el 500 AD obligó al cambio hacia un bosque boreal. Los humedales naturales son un componente esencial del mosaico de cuencas que proporciona una infinidad de recursos ecológicos.
El lago se asiente en un terreno aerodinámico inclinado del sureste, así como una topografía generalmente plana a ondulada que representa una amplia variedad de depósitos superficiales y características de erosión glaciares y posglaciales.
El lago Lac la Biche fue designado santuario federal de aves en 1920 y luego como área importante para las aves por la BirdLife International en 2000 (Gammon, 2001). Todas las islas dentro del lago están designadas como áreas naturales, mientras que la isla más grande, Big Island, fue designada parque provincial en 1964. Lac la Biche tuvo una próspera pesquería comercial no regulada hasta 1948. La pesca comercial se utilizó para sustentar al visón americano, e incluía peces leucomas, lucios europeo, percas amarillas, ciscos y pescado blanco.

## Asentamientos
Los primeros humanos debieron llegar al lago y sus alrededores unos 10.000 años aC, descendientes de los primeros en cruzar el Puente de Beringia. Se han encontrado puntas líticas que datan entre 8 - 9 mil años a. C., incluyendo lo Punta Plainview. Alrededor del 3000 aC se espera encontrar artefactos, incluyendo puntas líticas de estilos más recientes pero los habitantes del lago Lac la Biche no parecen haber usado este tipo de punta, bien porque migraron de la región o bien porque permanecieron usando los utensilios clásicos. Alrededor de 1500 aC aparecieron proyectiles tipo punta McKean, marcando una transición entre los habitantes del lago Lac la Biche conocida como "cinturon Parkland".
La evidencia disponible indica que los pueblos Beaver, Sarsi, Sekani y Blackfoot habitaban el área de Lac La Biche. Desafortunadamente, el registro histórico no aclara cuánto tiempo vivieron estos pueblos alrededor del lago Lac La Biche o si a su vez habían desplazado a pueblos anteriores. La presencia de Naciones Originarias de Canadá en la región del lago Lac La Biche es hoy predominantemente Cree y Dene suliné (Chipewyan). De hecho, los pueblos chipewyan, y especialmente cree, se trasladaron a la zona del lago Lac La Biche desde el norte y el este antes del Comercio de pieles norteamericano y de las personas desplazadas que ya vivían en la zona.
La antigua ciudad y centro de población de Lac La Biche se encuentra en la orilla sur del lago. Las comunidades de Plamondon, Barnegat y Owl River también se encuentran alrededor del lago La Biche. Aunque la North West Company, con sede en Montreal, ya estaba activa en el área, David Thompson estableció el primer asentamiento permanente a orillas del lago Lac La Biche en su viaje de 1798.

## Recreación
El Parque Provincial Sir Winston Churchill se encuentra en una de las islas del lago.

## Economía
La limpieza de la cuenca del lago para la agricultura comenzó a finales del siglo XIX y se aceleró después de la Segunda Guerra Mundial cuando estuvieron disponibles los tractores modernos. El lugar exclusivo del lago hizo que desde 1811 hasta 1825 pasara la principal ruta de comercio de pieles evitando Edmonton, curzando a lo largo del Río Beaver hasta el río Athabasca en la comunidad de Lac La Biche. Esta sección de la ruta hacia el lago se denominaba Porte La Biche (del inglés, "Portage La Biche").